# Прњавор Чунтићки
Прњавор Чунтићки је насељено место у саставу града Петриње, у Банији, Република Хрватска.

## Историја
Прњавор Чунтићки се од распада Југославије до августа 1995. године налазио у Републици Српској Крајини.

## Становништво
На попису становништва 2011. године, Прњавор Чунтићки је имао 79 становника.

## Попис 1991.
На попису становништва 1991. године, насељено место Прњавор Чунтићки је имало 224 становника, следећег националног састава:
| Попис 1991.‍ | Попис 1991.‍ | Попис 1991.‍ | Попис 1991.‍ | Попис 1991.‍ |
| ----------- | ----------- | ----------- | ----------- | ----------- |
|             |             |             |             |             |
| Хрвати      | Хрвати      |             | 213         | 95,08%      |
| Југословени | Југословени |             | 5           | 2,23%       |
| Муслимани   | Муслимани   |             | 1           | 0,44%       |
| Срби        | Срби        |             | 1           | 0,44%       |
| непознато   | непознато   |             | 4           | 1,78%       |
| укупно: 224 |             |             |             |             |